# Nina da Hora
Nina da Hora (Duque de Caxias, 1995), é uma cientista da computação, pesquisadora e ativista brasileira.
É formada em ciências da computação pela PUC-Rio, foi pesquisadora assistente do Centro de Tecnologia e Sociedade da Fundação Getúlio Vargas (CTS-FGV), na qual publicou o artigo Deepfakes: ferramenta antidemocrática. No momento é mestranda em Inteligência artificial na Unicamp e está se dedicando a pesquisa sobre justiça algoritmica. No setor privado, atua como Especialista de Domínio da Thoughtworks, trabalha especificamente com tecnologia responsável atuando globalmente na construção do conceito e em sua aplicação em diferentes contextos.
Foi membro do Conselho de Transparência das Eleições 2022, membro do grupo de transição de telecomunicações do Governo Lula. Ainda no papel de conselheira, é parte do conselho de segurança do TikTok Brasil desde 2021.
Colunista da revista MIT Technology Review, integrante do Conselho de Segurança do TikTok, e participante da comissão de transparência das eleições brasileiras de 2022. Em 2021, foi incluída na lista Forbes 30 Under 30 da Forbes Brasil.